# 虎紋短平口鯰
虎紋短平口鯰，為輻鰭魚綱鯰形目長鬚鯰科的其中一種，分布於南美洲亞馬遜河流域，本魚體延長，嘴部扁平如鴨嘴，具觸鬚2對，頰部泛著寶藍色光澤，側體具黑白鄉間的條紋，尾鰭叉形，上葉有絲狀延長，體長可達60公分，棲息在河底，屬肉食性，生活習性不明，可作為觀賞魚，飼養時對水質要求較高。